# Бромид железа(III)
Бромид железа(III) (трибромид железа) — сложное неорганическое бинарное химическое соединение. Химическая формула FeBr3. В нормальных условиях полностью димеризуется, образуя Fe2Br6. Является апротонной кислотой.

## Физические свойства
Бромид железа(III) образует темно-красные кристаллы тригональной сингонии, пространственная группа R 3.
Молекулярная масса: 295,56 а. е. м.
Температура плавления: 297 °C
Температура кипения: 627 °C
Очень хорошо растворим  в воде (455 г/100 г при 25 °C), в спирте, в диэтиловом эфире, и этаноле. Гигроскопичен.

## Получение
Бромид железа(III) получают непосредственным взаимодействием элементов
{\displaystyle {\mathsf {2Fe+3Br_{2}{\xrightarrow {170-200^{o}C}}\ Fe_{2}Br_{6}}}}
или действием брома на дибромид железа
{\displaystyle {\mathsf {2FeBr_{2}+Br_{2}\rightleftarrows \ Fe_{2}Br_{6}}}}

## Химические свойства
Бромид железа(III) на самом деле является димером, поэтому правильная формула Fe2Br6. Образует кристаллогидрат FeBr3·6H2O.
При нагревании легко теряет бром:
{\displaystyle {\mathsf {Fe_{2}Br_{6}\rightleftarrows \ 2FeBr_{2}+Br_{2}}}}
С бромидами рубидия и цезия образует ацидосоли:
{\displaystyle {\mathsf {Fe_{2}Br_{6}+2CsBr{\xrightarrow {\ \ }}\ 2Cs[FeBr_{4}]}}}
Взаимодействует с газообразным аммиаком:
{\displaystyle {\mathsf {Fe_{2}Br_{6}+12NH_{3}{\xrightarrow {\ \ }}\ 2[Fe(NH_{3})_{6}]Br_{3}}}}